# ماج-7

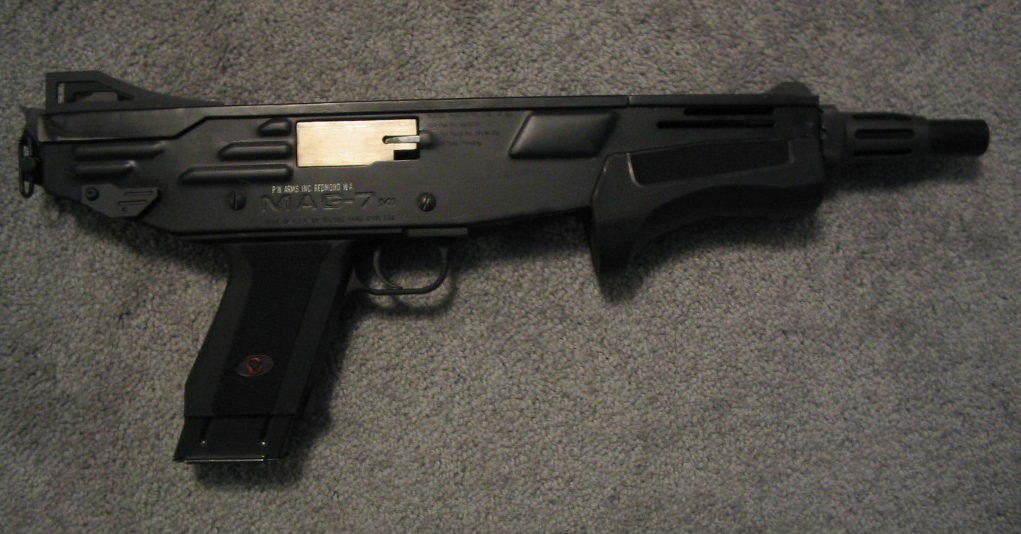

ماج-7 (بالإنجليزية: MAG-7)‏ بندقية بمضخة صنعتها شركة تكنو آرم بي تي واي في جنوب أفريقيا منذ عام 1995.

## القصة
طُور ماج-7 كسلاح قتال عن قرب (CQC)، والذي من شأنه أن يجمع بين جوانب البنادق الرشاشة الصغيرة والبنادق الآلية
وقد وجد أيضًا أنه في المدى المحدد لهذا السلاح، كانت قذائف البنادق القياسية تتمتع بقوة كبيرة جدًا. أدى ذلك إلى تطوير طلقات أقصر بطول 60 مم (2.36 بوصة مقابل 2.75) بالقوة والحجم المطلوبين. ينتج عن استخدام ماج-7 مع هذه الخراطيش نطاقًا فعالًا يبلغ 45 ياردة (41.1 م)، على الرغم من أنها أثبتت قدرتها على القتل حتى 90 ياردة (82 م). يحتوي ماج-7 أيضًا على مخزون من الألواح المعدنية القابلة للفصل والطي من الأعلى.

## أعمال الشغب المزدوجة
م7 هو مزيج من عيار 12 و 37 ملم / 38 ملم على أساس معيار ماغ-7. يحتوي على مخزون معدني ثابت وقاذفة أقل فتكًا ذات طلقة واحدة من عيار 37 ملم أو 38 ملم مع برميل مائل. وهو شبيه بجهاز الإطلاق بندقية مكافحة الشغب 37/38 ملم ميلكور سدادة الجنوب الأفريقي الشهير، والذي تصنعه شركة تكنو آرمز الآن. صُمِّم كسلاح لإنفاذ القانون ومكافحة الشغب، يمكنه إطلاق طلقات مطاطية عيار 12 أو قذائف 37 مم / 38 مم.

## ماج-7 في الألعاب
في ألعاب الفيديو، يعتبر ماج-7 بندقية شوتغن حصرية للغاية من حيث التكلفة وعالية الضرر. تُلحق أضرارًا كبيرة جدًا من مسافة قريبة، وضررا متوسطا في المسافات المتوسطة، ويمكن أن تقتل العدو على الفور أي جزء من الجسم طالما أن جميع الطلقات تصيب، ولديه اختراق دروع قوي، لذلك لا تحتاج العديد من الطلقات للقتل على الفور حتى لو كان العدو بدرع قوي. إنها أكثر دقة إلى حد ما من البنادق الأخرى، مع دقة جيدة حتى أثناء القفز والحركة، لكن انخفاض الضرر يكون أكثر أهمية. معروفة أيضا بخفة الإطلاق على البنادق الأخرى، على الرغم من أنها لا تزال بطيئة جدًا مقارنة بالعديد من الأسلحة الأخرى. يتواجد في بضعة ألعاب إطلاق النار مثل كاونتر سترايك: جلوبال أوفينسيف وفري فاير.